# Newcastle (Kalifornija)
Newcastle je naseljeno područje za statističke svrhe u američkoj saveznoj državi Kalifornija. Prema popisu stanovništva iz 2010. u njemu je živjelo 1.224 stanovnika.